# Legyen Ön is keresztszülő! (Így jártam anyátokkal)
A Legyen Ön is keresztszülő az Így jártam anyátokkal című televízió-sorozat nyolcadik évadának negyedik epizódja. Eredetileg 2012. október 15-én vetítették, míg Magyarországon 2013. október 7-én.
Ebben az epizódban Lily és Marshall pánikba esik, hogy nincs senki, akire rábízhatnák Marvint, ha ők már nem lennének, ezért versenyt rendeznek barátaik között, hogy ki lenne a legalkalmasabb.

## Cselekmény
Most, hogy Mickey-re bízták Marvint, Marshall és Lily lemennek a bárba, hogy megünnepeljék azt, hogy öt hónapja először tudnak mindketten egyszerre lejönni. Megkérdezik a többieket, hogy mi újság velük – Robin, Barney és Ted egy kicsit elbizonytalanodnak, ugyanis amikor megszületett Marvin, Marshall és Lily kikötötték, hogy egy tízes skálán nyolcas vagy annál komolyabb dologgal zavarhatják csak őket. Ted esetében ez azt jelenti, hogy nem mesélheti el, hogy Victoria apja vele akarja kifizettetni az elmaradt esküvő költségeit; Robin nem mesélheti el, hogy milyen ódivatú Nick kismotorja, Barney pedig azt, hogy kit fektetett meg előző este. Így mindhárman magukban tartják a sztorikat.
Nem sokkal később Marshall és Lily máris útra kelnek, hogy kettesben legyenek egy kicsit, ami frusztrálja a többieket. Amikor egy taxi majdnem elsodorja őket, eszükbe jut, hogy mi lenne Marvinnal, ha ők meghalnának. Célszerűnek látják, hogy írjanak egy végrendeletet, amiben rögzítik, hogy ki legyen ebben az esetben Marvin gyámja. Miután összevesznek azon, hogy Marshall anyja vagy Lily szülei lennének a tökéletes választás, arra jutnak, hogy legyen Marshall bátyja, Marcus az, hiszen ő remek apa. Csakhogy ekkor kiderül, hogy Marcus elhagyta a családját, hogy pultos lehessen egy bárban. Mikor ezt megtudja Ted, Robin és Barney, mindhárman a nyakukra járnak, hogy bebizonyítsák, egyikük alkalmasabb lenne a többieknél a feladatra. Mivel nem tudnak dönteni, elhatározzák, hogy egy játékot rendeznek, "Legyen Ön is keresztszülő!" címmel.
A játék során egy hatalmas kereket kell megforgatni, és annak megfelelően tesznek fel kérdéseket nekik elképzelt szituációkkal Marvin életéből. A válaszokat pontozzák, és aki a legtöbb pontot kapja, az lehet a gyám. A különféle kérdésekre mindhárman furcsa válaszokat adnak a maguk modorában, majd néhány kör után össze is vesznek. Marshall és Lily dühösek lesznek, és rájuk förmednek, hogy nem értik meg, mennyire nehéz dolog szülőnek lenni. Barney mérgesen visszavág, hogy Marshall és Lily azt sem tudják már, milyen barátnak lenni. Ted és Robin is megerősítik, hogy ritkán jönnek le a bárba és olyankor sem akarják, hogy nyolcasnál gyengébb történeteket meséljenek nekik. Erre ők azzal vágnak vissza, hogy nekik nincs idejük a párkapcsolati problémáikra, mert most már szülők, és a szülők számára egyetlen fontos dolog létezik: a gyerekük. Sértettségükben mindhárman kisétálnak a lakásból.
Miután elmentek, csak akkor veszi észre Marshall és Lily, hogy milyen rossz barátok voltak és hogy semmit nem tudnak arról, mi történik a többiekkel. Utánuk mennek a bárba, és azt mondják, eltörlik a nyolcas szabályt, és minden érdekli őket, ami velük történt. Elkezdenek beszélgetni, és hónapok óta először zárásig beszélgetnek a bárban. Másnap reggel a többiek vigyáznak Marvinra, hogy Marshall és Lily nyugodtan alhassanak, ezért aztán később hálából mindhármuk nevét felírják a gyámok közé.

## Kontinuitás
- Marshall és Lily "A mágus kódexe" című részben vezették be a nyolcas szabályt.
- Az öltönyzakó, amit Marshall visel, ugyanaz, mint az "elátkozott nadrágos sztori" idején "A mágus kódexe" című részben.
- Ismét megmutatkozik, mennyire szereti Marshall a játékokat.
- Ismét utalás történik arra, hogy Robint fiúként nevelte az apja.
- Marshall anyja és Lily közt feszültség van továbbra is ("A Stinson család", "Utolsó szavak")
- Mikor Marshall és Lily egymással veszekednek, Marshall dühében eszik ("Beboszetesza")
- Barney szerint ha Marvin Ted gondjaira lenne bízva, még 13 évesen is szűz lenne. Ő az "Először New Yorkban" című részben azt hazudta magáról, hogy 12 évesen vesztette el a szüzességét.
- Mikor Ted a madarakról és a méhekről rappel, a szájdobolása rémes. "A tökéletes koktél" című részben Lily meg is mondja neki, hogy a bourbon hatására ő hallja csak jónak.
- Mikor Barney egy babakocsival akarja megvesztegetni Marshallékat, Robin azt mondja neki, hogy már van nekik egy. A "Jófajta hülyeség" című epizódban ő állított be eggyel.

## Érdekességek
- Victoria apja ki akarja fizettetni Teddel az esküvő költségeit, miközben Ted úgy állította be a "Farhampton"  című részben, mintha Victoria hagyta volna ott azt, miután Klaus elmenekült.
- Robin annak ellenére verseng azért, hogy ő lehessen Marvin gyámja, hogy a sorozat során többször is kijelentette, hogy nem akar gyereket. Ráadásul a játék során Marshallék többször is aggodalmasan utalnak rá, hogy nem lenne jó, ha Barney lenne a befutó. Így az egyetlen logikus választásuk Ted, és így nem kellene vetélkedőt rendezniük.
- Marshall az egyik kérdésnél kacsint a többieknek, hogy hagyják Robint nyerni abban a körben, csakhogy az "Apu, a fergeteges" című rész alapján nem tud kacsintani.
- Marcust itt mint példás családapát mutatja be Marshall, noha a sorozat során (legutóbb az egy évaddal korábbi "Megemlékezés" című részben) addig mindig úgy ábrázolták, mint aki otthon él még mindig az anyjával. Marshall másik bátyja, Marvin Eriksen Jr. ezzel szemben családapa, és az ő neve még csak fel sem merül.
- Az epizód eredeti címe "A Szülők Tesókódexe" volt.
- A jelenetben, amikor Robin be akarja ráncigálni az óriási plüssmackót a lakásba, nem volt betervezve, hogy leszakad a játék karja. A kellékes túl nagy erőt fejtett ki, így Cobie Smulders úgy megrántotta, hogy az véletlenül leszakadt, amire Jason Segel improvizált is.

## Vendégszereplők
- Ashley Williams – Victoria
- Michael Trucco – Nick Podarutti
- Ned Rolsma – Marcus Eriksen
- Jake Elliott – 12/14 éves Marvin
- Nicole Limo – Christie
- August Maturo – 6 éves Marvin
- Jaxen & Masen Willert – 2 éves Marvin

## Zene
- Bubba Sparxxx – Ms. New Booty

## Vendégszereplők
- Ashley Williams - Victoria
- Michael Trucco - Nick Podarutti
- Ned Rolsma - Marcus Eriksen
- Jake Elliott - 12/14 éves Marvin
- Nicole Limo - Christie
- August Maturo - 6 éves Marvin
- Jaxen & Masen Willert - 2 éves Marvin

## Fordítás
Ez a szócikk részben vagy egészben  a   Who Wants to Be a Godparent? című angol Wikipédia-szócikk ezen változatának fordításán alapul.  Az eredeti cikk szerkesztőit annak laptörténete sorolja fel. Ez a jelzés csupán a megfogalmazás eredetét és a szerzői jogokat jelzi, nem szolgál a cikkben szereplő információk forrásmegjelöléseként.